# Ruletka (gra)

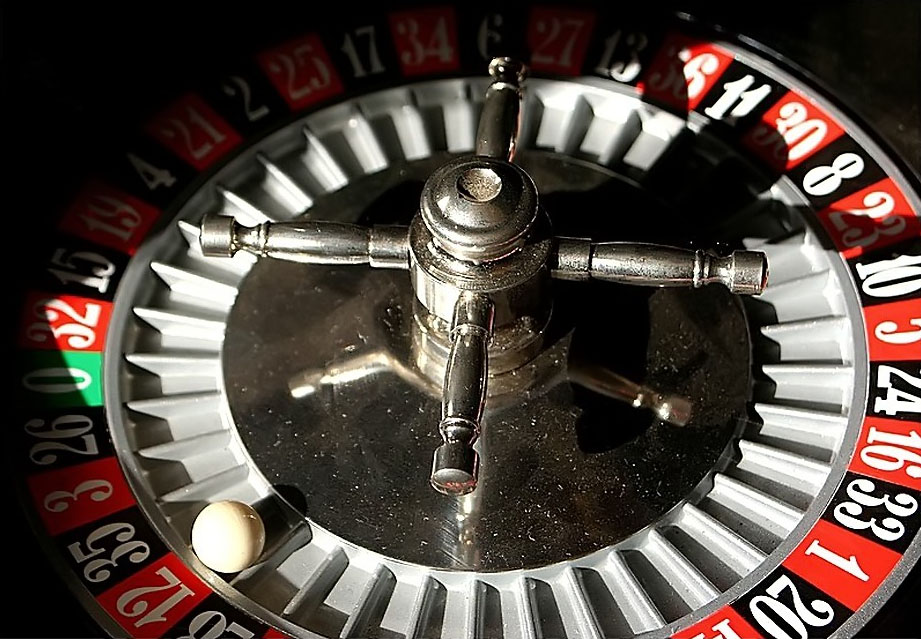
Koło ruletki europejskiej

Ruletka – pseudolosowa, często hazardowa gra, grana w większości kasyn. Są dwa podstawowe systemy ruletki: europejski i amerykański. Suma wszystkich liczb w ruletce daje 666, stąd określenie „szatańska gra”.

## Historia
W pierwotną wersję ruletki grali już starożytni Grecy, ale nowoczesną ruletkę wymyślił w 1645 r. francuski uczony Blaise Pascal na bazie swoich matematycznych zainteresowań rachunkiem prawdopodobieństwa.
W 1842 Louis Blanc – francuski polityk i historyk wraz z bratem Francisem dołożyli 0 do ruletki Pascala, by zwiększyć szanse wygrania domu (kasyna). Założyli także pierwsze kasyno w Monako. Od tego czasu ruletkę niektórzy nazywają królową kasyn.
Potem ruletkę sprowadzono do Stanów Zjednoczonych, gdzie dołożono pole z numerem 00.

## Gra

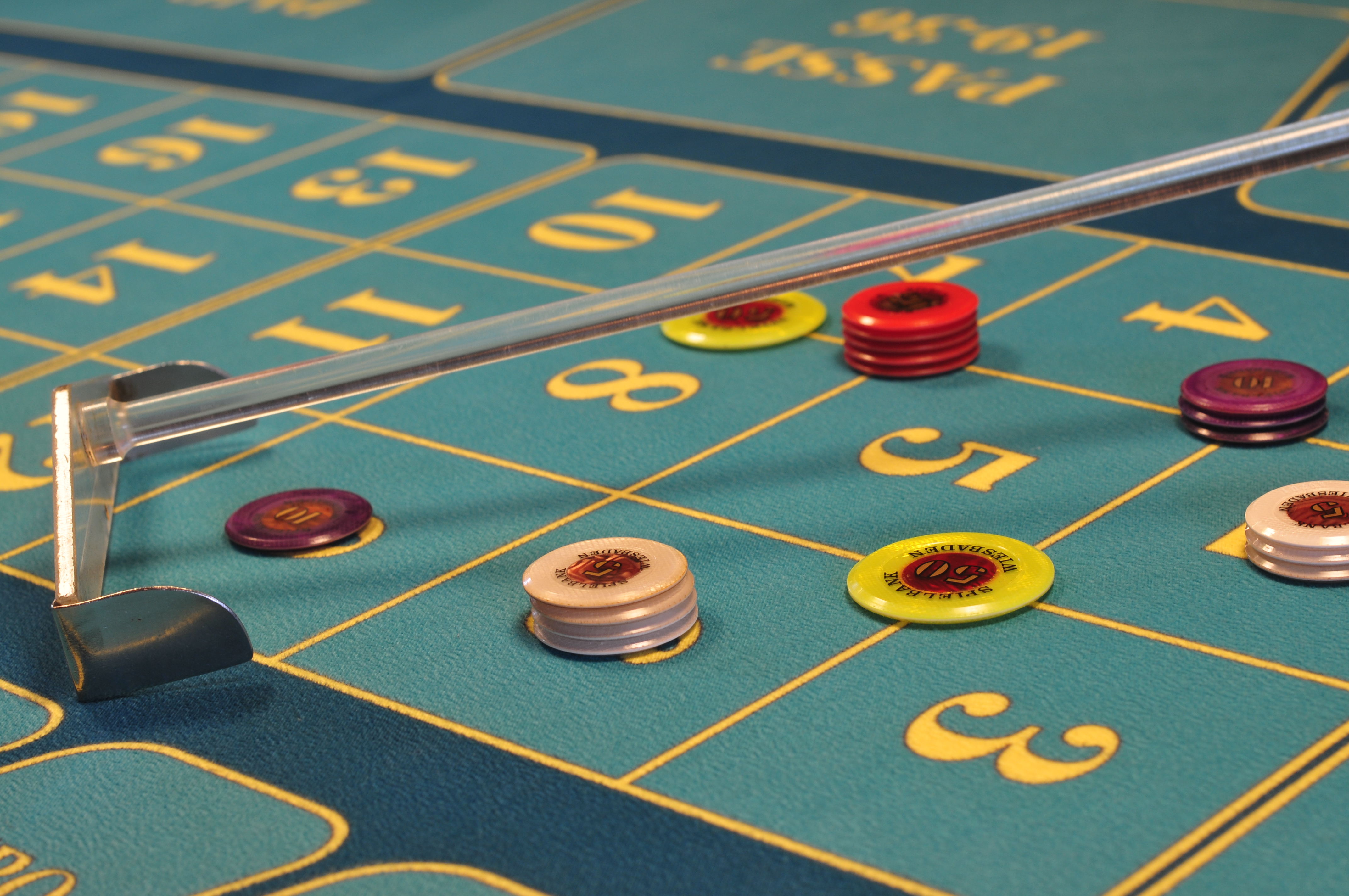

Po obstawieniu stołu przez graczy krupier wprawia w ruch obrotowy koło ruletki, a w przeciwnym kierunku rzuca kulką. Kulka po wytraceniu energii kinetycznej wpada do przedziału oznaczonego wybranym numerem. Numer nie jest znany grającym do momentu, w którym kulka się na nim zatrzyma. Następnie jest przeprowadzane rozliczanie. Osoby, które postawiły żetony na odpowiednich polach, zabierają wygraną. Aby urozmaicić grę, kasyna europejskie i amerykańskie pozwalają graczom na obstawianie numerów po rzuceniu kulki przez krupiera. Muszą oni jednak zdążyć przed wypowiedzeniem przez niego słów Rien ne va plus – (koniec obstawiania) lub ich odpowiednika w języku regionalnym. Następuje to z reguły wtedy, gdy kulka utraci swój pierwotny impet, zazwyczaj na 3 okrążenia bieżni przed momentem, kiedy zaczyna opadać w kierunku kręcącego się koła.
Na planszy jest 37 lub 38 pól z numerami. Obstawia się dowolne kombinacje na stole ruletki kładąc na nie żetony. W zależności od zakładu kasyno dokłada wygraną albo zakład inkasuje.
Wygrana zależy od rodzaju zakładu.
- Straight Up, numer pojedynczy – 35:1
- Split Bet, dwa numery – 17:1
- Street Bet, trzy numery – 11:1
- Corner Bet, cztery numery – 8:1
- Five Bet, pierwsze pięć numerów (0, 00, 1, 2, 3) – 6:1
- Six Line Bet, linia, sześć numerów – 5:1
- Column Bet, kolumna, dwanaście numerów – 2:1
- Dozen Bet, tuziny: 1 – 12, 13 – 24, 25 – 36 – 2:1
- Even, Odd, parzyste, nieparzyste – 1:1
- 1st 18, 2nd 18, numery 1 – 18 i 19 – 36 – 1:1
- Red, Black – czerwone, czarne – 1:1

Zakłady 1st 18 / 2nd 18, parzyste / nieparzyste, czarne / czerwone zwane są zbiorczo szansami prostymi lub zakładami zewnętrznymi.
Specyficzną liczbą na stole do ruletki jest 0.
W przypadku obstawiania na 0 lub jego kombinacje (split, corner, street) wygrana jest wypłacana tak samo, jak w przypadku obstawienia każdego innego numeru.
W przypadku obstawienia szans prostych gdy wypadnie 0, przegrywa połowa stawki.
W przypadku obstawienia tuzinów lub kolumn gdy wypadnie 0, zakłady przegrywają.

## Rodzaje ruletek
W miarę swojego rozpowszechnienia ruletka się zmieniała, przy tym adaptując się do narodowych zwyczajów różnych krajów. Skutkiem tego, wiele krajów teraz mogą pochwalić się swoją własną wersją ruletki:
- Europejska – najpopularniejszy rodzaj ruletki, charakterystyczną cechą jest pojedynczy sektor “zero” (0).
- Amerykańska – rozpowszechniona w Stanach Zjednoczonych i różni się od innych ruletek dwoma zerami (00) na bębnie.
- Francuska – bardzo podobna do europejskiej, ponieważ ma jedno “zero”, różnica tkwi w zasadach gry: jeśli wypadnie “zero”, zakłady nie są całkowicie przegrane, graczom zwraca się połowę zakładu.
- Ruletka bez zera – alternatywny rodzaj, charakteryzuje się bębnem, który jest podzielony na 36 sektorów, brak sektora "zero".

## Strategie ruletek
Najstarszym i najpopularniejszym systemem obstawiania jest Martingale, czyli system podwojenia zakładów o równej wartości, w którym zakłady są stopniowo podwajane po każdej przegranej, aż do wygranej. Ten system prawdopodobnie sięga wynalezienia koła ruletki.
Dwa inne znane systemy, również oparte na obstawianiu równych pieniędzy, to system d'Alembert (oparty na twierdzeniach francuskiego matematyka Jeana Le Ronda d'Alemberta), w którym gracz zwiększa swój zakład o jedną jednostkę po każdej przegranej oraz zmniejsza o jedną jednostkę po każdej wygranej. System Labouchere (opracowany przez brytyjskiego polityka Henriego du Pré Labouchere, chociaż jego podstawę wymyślił francuski filozof XVIII wieku, Nicolas de Condorcet), w którym gracz zwiększa lub zmniejsza swoje zakłady na określoną wcześniej wybraną kombinację liczb.

## Układ stołu ruletki amerykańskiej (36 numerów + 0 + 00)
|        |        | 0  | ↔  | 00 |   |
| 1- 18  | 1st 12 | 1  | 2  | 3  | ← |
| 1- 18  | 1st 12 | 4  | 5  | 6  | ← |
| odd    | 1st 12 | 7  | 8  | 9  | ← |
| odd    | 1st 12 | 10 | 11 | 12 | ← |
| red    | 2nd 12 | 13 | 14 | 15 | ← |
| red    | 2nd 12 | 16 | 17 | 18 | ← |
| blk    | 2nd 12 | 19 | 20 | 21 | ← |
| blk    | 2nd 12 | 22 | 23 | 24 | ← |
| even   | 3rd 12 | 25 | 26 | 27 | ← |
| even   | 3rd 12 | 28 | 29 | 30 | ← |
| 19- 36 | 3rd 12 | 31 | 32 | 33 | ← |
| 19- 36 | 3rd 12 | 34 | 35 | 36 | ← |
|        |        | ↑  | ↑  | ↑  |   |

### Układ na kole
00, 27, 10, 25, 29, 12, 8, 19, 31, 18, 6, 21, 33, 16, 4, 23, 35, 14, 2
0, 28, 9, 26, 30, 11, 7, 20, 32, 17, 5, 22, 34, 15, 3, 24, 36, 13, 1

## Układ stołu ruletki europejskiej (36 numerów + 0)
|        |        | 0  |    |    |   |
| 1- 18  | 1st 12 | 1  | 2  | 3  | ← |
| 1- 18  | 1st 12 | 4  | 5  | 6  | ← |
| odd    | 1st 12 | 7  | 8  | 9  | ← |
| odd    | 1st 12 | 10 | 11 | 12 | ← |
| red    | 2nd 12 | 13 | 14 | 15 | ← |
| red    | 2nd 12 | 16 | 17 | 18 | ← |
| blk    | 2nd 12 | 19 | 20 | 21 | ← |
| blk    | 2nd 12 | 22 | 23 | 24 | ← |
| even   | 3rd 12 | 25 | 26 | 27 | ← |
| even   | 3rd 12 | 28 | 29 | 30 | ← |
| 19- 36 | 3rd 12 | 31 | 32 | 33 | ← |
| 19- 36 | 3rd 12 | 34 | 35 | 36 | ← |
|        |        | ↑  | ↑  | ↑  |   |

### Układ na kole
0, 32, 15, 19, 4, 21, 2, 25, 17, 34, 6, 27, 13, 36, 11, 30, 8, 23, 10, 5, 24, 16, 33, 1, 20, 14, 31, 9, 22, 18, 29, 7, 28, 12, 35, 3, 26